# Гулд, Питер (географ)
Питер Гулд (англ. Peter Robin Gould; 18 ноября 1932, Великобритания — 22 января 2000, США) — англо-американский географ, внес большой вклад в «количественную революцию в географии». Занимался изучением ментальных карт, вопросами пространственной диффузии. Лауреат Премии Вотрена Люда (1993), считающейся «Нобелевской премией по географии».

## Образование
Родился в семье военно-морского офицера. В 1936 семья Гулда переехала в Шварцвальд, но из-за растущей предвоенной напряженности вскоре вернулась в Англию. В это время Питеру покупают первый атлас, изучая который он решает, что в будущем станет географом. В 1940 году вместе с матерью эвакуируется в Америку. Во время обратного пути в 1943 году их корабль неподалеку от шотландского побережья торпедирует немецкая подводная лодка, однако им с матерью удается невредимыми добраться до берега на лодке.
По возвращении в Великобританию поступил в Пенборнский морской колледж неподалеку от Рединга. Из-за недостаточного знания латыни Гулд не смог поступить в Кембридж, после чего на два года ушел в армию. Служил в престижном пехотном полку Гордонские горцы, большую часть службы провел в Малайзии, где его полк противодействовал коммунистическим повстанцам в джунглях.
Демобилизовавшись из армии, Гулд, не имея более желания связываться с английской системой высшего образования, переезжает в США, где поступает в Колгейтский университет, где и получает в 1956 году степень бакалавра в области географии. Во время обучения принадлежал к студенческом братству Фи Бета Каппа. Летом после выпуска женился.
В Колгейтском университете под влиянием курса региональной географии формируется страноведческий интерес Гулда к Африке, поэтому, несмотря на возможность получения стипендии на обучение в Чикаго или Висконсине, Гулд выбирает магистратуру Северо-Западного Университета, в котором была возможность специализироваться как в области географии, так и в африканистике. В 1957 году получает степень магистра.
В 1958—1959 годах ведет полевые исследования в Гане, после чего успешно защищает диссертацию о транспортной системе этой страны и получает степень Phd в 1960 году.

## Академическая карьера
Благодаря полевому опыту работы в Африке, Гулд получает от Престона Джеймса приглашение стать профессором-ассистентом в Сиракузском университете, в котором располагался один из ведущих географических факультетов США. Джеймс помогает Гулду получить возможность проработать ещё один год в Африке (1962—1963), на этот раз в Восточной, в окрестностях Килиманджаро (Танзания).
По возвращении в США Гулд переезжает в Университет штата Пенсильвания, где создает курс количественных методов в географии. В 1968 году Гулд становится полным профессором, а в 1986 году получает именную профессорскую ставку. В Университете штата Пенсильвания Гулд проработал 35 лет вплоть до 1998 года. В университете Гулд организовал семинар по использованию количественных методов в географии, ставший значимой площадкой постоянного обсуждения вопросов математизации географии. За время работы Гулда факультет поднялся в национальном рейтинге географического образования с 39 места на 1.
Во время работы в Университете штата Пенсильвания Гулд несколько раз работал по срочным контрактам в европейских университетах:
- 1969—1970 — Географический Институт Лундского университета, где он работал с Гуннаром Торнквистом и Торстеном Хагерстрандом, дружба с которым продолжалась на протяжении всей его жизни
- 1983—1984 и 1992—1993 — Институт географии Альпийского региона Гренобльского университета

Помимо этого, Гулд проводил полевые исследования в Венесуэле, Мексике, на Тринидаде, в Португалии, на Ямайке, в Швеции и Норвегии.

## Вклад в науку
Питер Гулд написал 20 книг и более 170 статей, глав в коллективных монографиях и иных работ.

### 1960-е годы
Ранние работы Гулда посвящены обработке материалов африканских экспедиций и экспериментам с количественными методами. Книга «Транспорт Ганы» (англ. Transportation in Ghana), основанная на его диссертации, освящает все аспекты развития внутренних связей в этой стране. В более поздней работе Гулд с соавторами на основе изложенного в этой книге материала сформулирует обобщенную схему развития транспортных систем развивающихся стран. Аналогичным образом — от изученного в поле частного случая к общей схеме — развивалась его книга «Пшеница Килиманджаро» (англ. Wheat on Kilimanjaro), последовавшая за которой статья была посвящена применению теории игр к моделированию процесса принятия решений африканскими фермерами.
В этот же период Гулд применяет линейное программирование к исследованию системы медицинского обслуживания в Гватемале, а также начинает работы по изучению восприятия пространства школьниками.
Монография «Пространственная диффузия» (англ. Spatial diffusion) познакомила англоязычных географов с работами Торстена Хагерстранда.
На исходе декады Гулд написал обзорную работу, резюмировавшую развитие методологии географии с 1950-х годов.

### 1970-е годы
На основе материалов своего курса в Университете штата Пенсильвания Гулд в 1971 году вместе с Роном Аблером и Джоном Адамсом пишет фундаментальный учебник «Пространственная организация: географический взгляд на мир» (англ. Spatial Organization: The Geographer’s View of the World), в которой они выделяют три основные темы географических исследований: местоположение и взаимодействия в пространстве, пространственную диффузию и пространственное принятие решений. Книга получила высочайшие оценки рецензентов, широко использовалась за пределами США, однако в самом университете была признана чересчур сложной для студентов, что помешало дальнейшим переизданиям.
В 1974 году в соавторстве с Родни Уайтом Гулд пишет свою ключевую книгу о перцепции пространства «Ментальные карты» (англ. Mental Maps), которая оказала влияние не только на становление новых направлений в географии как таковой, но и на смежные дисциплины.
Гулд также продолжает работы по развитию математических методов, выпуская статьи о статистических выводах в географии, энтропийных моделях Алана Вильсона, моделях пространственных распределений Торнквиста.

### 1980-е годы
На протяжении почти десяти лет Гулд был руководителем и главным исполнителем проекта Фонда Форда, посвященного изучению телевидения. Результатом этой работы явилась в 1984 году книга «The Structure of Television», в которой региональные данные о телевизионных потоках были проанализированы с помощью новой статистической методики Q-анализа.
Гулд пишет ряд работ философско-методологических работ, а также весьма резонансную популяризаторскую книгу «Географ за работой» (англ. The Geographer at Work), в которой рассказывает о современной проблематике географических исследований на доступном широкой публике языке.

### 1990-е годы
В течение последнего десятилетия своей академической карьеры Гулд фокусируется на имеющих большой общественное значение глобальных проблемах. После аварии на Чернобыльской АЭС он пишет книгу «Огонь под дождем» (англ. Fire in the Rain), в которой анализирует политико-географические последствия катастрофы. В 1993 году выходит посвященная прогнозу распространения пандемии СПИДа книга «The Slow Plague».
Наконец, он составляет двухтомный компендиум своих избранных работ, переведенный позже на французский язык.

## Награды и премии
Питер Гулд был почетным профессором Университета Луи Пастера, был именным профессором (в честь Эвана Пуга) Университета штата Пенсильвания.
| Год присуждения | Название награды               | Присудившая организация                              | Основание для награждения |
| --------------- | ------------------------------ | ---------------------------------------------------- | ------------------------- |
| 1975            | Meritorious Contribution Award | Ассоциация американских географов                    |                           |
| 1993            | Премия Вотрена Люда            |                                                      |                           |
| 1997            | Anders Retzius Gold Medal      | Шведское антропологическое и географическое общество |                           |
|                 |                                |                                                      |                           |

## Память
Созданный в 2000 году при Географическом факультете Университета штата Пенсильвания Геоцентр получил имя Питера Гулда. На факультете также действует Мемориальный фонд имени Питера Гулда.